# مستوى عدم التأثير المستمد
مستوى عدم التأثير المستمد(DNEL) هو مستوى التعرّض للمادة أعلاه والّتي لا ينبغي أن يتعرّض لها البشر.وفقاً لREACH (تسجيل, تقييم ,ترخيص وتقييد المواد الكيميائية) التشريع، وبمعنى آخر (لوائح المجلس الأوروبي) رقم 1907/2006 من البرلمان الأوروبي ومجلس 18 كانون الأول 2006، الملحق 1 منتجين ومستوردي المواد الكيميائية مطلوبون لحساب مستوى عدم التّأثير المستمدّ كجزء من تقييم السلامة الكيميائية (CSA) لأية مادة كيميائية تستخدم في كميات من 10 طن أو أكثر سنويّاً. مستوى عدم التّأثير المستمدّ سينشر في تقرير أمان المنتج الكيميائي (CSR) وللاتصالت الخطيرة ,في صحيفة بيانات السلامة الموسّعة.